# Freudiana
Freudiana ist der Titel eines Konzeptalbums und eines daraus resultierenden Musicals von Eric Woolfson über die Psychoanalyse Sigmund Freuds.
Das Album wurde 1990 veröffentlicht und die Uraufführung des Musicals unter der Regie von Peter Weck am 19. Dezember 1990 im Theater an der Wien war die erste große Eigenproduktion der Vereinigten Bühnen Wien. Bis zum 18. April 1992 sahen das Musical 320'000 Besucher in 380 Vorstellungen. Die deutschen Liedtexte stammen von Lida Winiewicz und Brian Brolly.
Erik wurde von Ulrich Tukur und Kai Peterson und in der zweiten Spielserie von Jacques Breuer und Kai Peterson verkörpert. Auf dem deutschsprachigen Album der Musical-Originalaufnahme, das 1990 live auf der Bühne des Theater an der Wien ohne Publikum eingespielt wurde, sang Kai Peterson die Rolle des Erik. Wegen des großteils so gehaltenen Covers wird es auch als Black Freudiana bezeichnet.
Produktion: Alan Parsons

## Inhalt
Der Amerikaner Erik ist mit einer Reisegruppe "Europa in 14 Tagen" unterwegs im Londoner Sigmund-Freud-Museum. Diese Gruppe ist die letzte Führung an diesem Tag. Erik, wie immer etwas verträumt, verläuft sich, kann den Anschluss zu seiner Gruppe nicht mehr finden und wird im Museum eingeschlossen. Müde schläft er auf der legendären Couch des Psychoanalytikers ein und beginnt zu träumen. 
Die Gegenstände (FREUDIANA), die ihn umgeben, werden lebendig, und einige berühmte Fälle aus Sigmund Freuds Praxis geistern durch Eriks Traum. Das von Erik im stillen verehrte Mädchen aus der Reisegruppe wird in seinem Traum als Dora lebendig. Langsam erkennt er seine persönlichen Probleme in den verschiedenen Fällen Sigmund Freuds wieder, und er wagt den Gang in den Tunnel, ins ödipale Dreieck, wo er sich von seinem übermächtigen Vater befreit. 
Die durch die Traumdeutung gewonnenen Erkenntnisse jener Nacht stärken sein Selbstbewusstsein. Er traut sich am Tag danach, das von ihm verehrte Mädchen "Dora" anzusprechen und tritt der Reiseleiterin erstmals selbstbewusst entgegen.

## Musik
Als Produzenten des Albums sind Alan Parsons und Eric Woolfson ausgewiesen, während die Rechte bei der „Freudiana Music Company“ verblieben. Daraus erklärt sich wohl auch das Fehlen eines explizit genannten Künstlers. Parsons hat hier wieder einige Gastmusiker eingeladen: Leo Sayer, Graham Dye, The Flying Pickets, Kiki Dee, Eric Stewart, Frankie Howerd, Marti Webb, Gary Howard, Chris Rainbow und John Miles. Auch Eric Woolfson ist in vielen Stücken der 18 Titel zu hören. Das Album klingt deutlich nach The Alan Parsons Project (was auch daran liegen mag, dass mit Ian Bairnson, Stuart Elliott, Laurie Cottle und Richard Cottle Project-Musiker beteiligt waren), hat aber auch die eine oder andere Überraschung zu bieten.

## Titelliste
Wenn nichts anderes angegeben, wurden die Lieder von Eric Woolfson geschrieben.
1. "The Nirvana Principle" – 3:44
2. "Freudiana" – 6:20
3. "I Am a Mirror" – 4:06
4. "Little Hans" – 3:15
5. "Dora" – 3:51
6. "Funny You Should Say That" – 4:36
7. "You're On Your Own" – 3:54
8. "Far Away From Home" – 3:11
9. "Let Yourself Go" – 5:26
10. "Beyond the Pleasure Principle" (Alan Parsons) – 3:13
11. "The Ring" – 4:22
12. "Sects Therapy" – 3:40
13. "No One Can Love You Better Than Me" – 5:40
14. "Don't Let the Moment Pass" – 3:40
15. "Upper Me" – 5:16
16. "Freudiana" – 3:43
17. "Destiny" – 0:51
18. "There But For the Grace of God" – 5:56